# مايكل دافيت
مايكل دافيت (25 مارس 1846 – 30 مايو 1906)، ناشطٌ جمهوريٌ أيرلندي لصالح عدد من القضايا، وخصوصًا ضمن حركة الحكم الداخلي الأيرلندية والإصلاح الزراعي. بعد طردها من منزلها، عندما كان في سنّ الرابعة، هاجرت عائلة دافيت إلى إنجلترا. بدأ نشاطه السياسي بصفة منظم فعاليات لجماعة الإخوان الجمهورية الأيرلندية، والتي قاومت الحكم البريطاني في أيرلندا بالعنف. أُدين دافيت بموجب قانون جريمة الخيانة بتهمة الإتجار بالأسلحة في العام 1870، وقضى في السجن سبع سنوات. بعد إطلاق سراحه، كان دافيت رائدًا في استراتيجية المغادرة الجديدة للتعاون بين أجنحة القومية الأيرلندية بشقيها، المقاومة العنيفة والنشاط الدستوري بشأن مسألة الإصلاح الزراعي. بالاشتراك مع تشارلز ستيوارت بارنيل، شارك دافيت في تأسيس الرابطة الوطنية الأيرلندية للأراضي في العام 1879، إذ حقق ذروة تأثيره قبل أن يُسجن مرة أخرى في العام 1881.
سافر دافيت على نطاق واسع، وألقى محاضرات في جميع أنحاء العالم، ودعم نفسه عبر عمله في الصحافة، وعمل نائبًا في البرلمان عن الحزب البرلماني الأيرلندي في تسعينيات القرن التاسع عشر. عندما انقسم الحزب بسبب أزمة طلاق بارنيل، انضم دافيت إلى حزب الاتحاد الوطني الأيرلندي المعارض لبارنيل. ألحقته آراؤه الجورجية حيال مسألة الأرض بالجناح اليساري للقومية الأيرلندية، وكان مدافعًا شرسًا عن التحالف بين الفصيل الراديكالي للحزب الليبرالي (المملكة المتحدة) والحزب البرلماني الأيرلندي.

## سنواته المبكرة
ولد مايكل دافيت في سترايد، في مقاطعة مايو، بأيرلندا، في 25 مارس 1846 أثناء مجاعة أيرلندا الكبرى. كان ترتيبه الثالث بين خمسة أبناء مارتن وكاثرين دافيت، وهما مزارعان مستأجران تحدّثا اللغة الأيرلندية بوصفها لغة العائلة. اشترك مارتن في حركة الشريط القومية الأيرلندية في ثلاثينيات القرن التاسع عشر. في العام 1850، وفي سنّ الرابعة من عمره، طُردت عائلة دافيت من بيتها بسبب التأخر في دفع الإيجار. فيما بعد، ادعى دافيت أن ذلك الحدث، الذي يتذكره، قد تسبب في جميع مصائب عائلته. مثل العديد من الأيرلنديين آنذاك، قررت العائلة الهجرة إلى إنجلترا. استقلّوا السفينة إلى ليفربول، وتابعوا مسيرهم إلى هازلينغدن، شرق مقاطعة لانكشر، التي استقروا فيها.
عمل والداه في بيع الفاكهة وفي غيرها من الأعمال العابرة. أدار مارتن، الذي أجاد القراءة والكتابة والمتمكن من التحدث باللغة الإنجليزية، أدار مدرسة ليلية في منزلهم، الذي عاشوا به مع عائلات أيرلندية أخرى. عانت الأسرة من معاداة الأيرلنديين من طرف الطبقة العاملة الإنجليزية، والتي اعتقدت أن المهاجرين الأيرلنديين قد تسببوا في تقليص الأجور. بدأ دافيت العمل في سن التاسعة عاملًا في مصنع قطن. وبعدها بسنتين، علقت ذراعه اليمنى في ترْس وتشوهت بصورة شديدة لدرجةٍ استوجبت بترها بعد عشرة أيام. وكما كان الحال عليه في تلك الحقبة، لم يتلق دافيت أي تعويض.
ووفقًا لكاتبة السيرة كارلا كينغ فقد أنقذ الحادث دافيت من العمل المضني في طاحونة طوال حياته. عندما تعافى من العملية، ساعد فاعل خير من المنطقة، جون دين، في إرساله إلى مدرسة ويزلية. في أغسطس 1861، وفي سنّ الخامسة عشر، وجد دافيت عملًا في مكتب بريد محلي يملكه هنري كوكروفت، الذي كان يدير شركة طباعة كذلك. التحق دافيت بمعهد الميكانيك، وتابع القراءة والدراسة، وحضور محاضرات في مقررات مختلفة. استمرت الحركة العمالية الميثاقية لفترة أطول في لانكستر أكثر من غيرها؛ وذكر دافيت فيما بعد لاحقًا أن الزعيم الميثاقي إرنست تشارلز جونز كان أول رجل إنجليزي يسمعه دافيت يندد بالاستملاكية في أيرلندا. على الرغم من أنه كان في طريقه ليصبح «راديكاليًا من الطبقة العاملة المترقية اجتماعيًا»، على حد وصف كينغ، فقد اختار دافيت بدلًا من ذلك الانضمام إلى جماعة الإخوان الجمهوريين الأيرلندية في العام 1865.

## جماعة الإخوان الجمهوريين الأيرلندية
كانت جماعة الإخوان الجمهوريين الأيرلندية جمعية سرية تنادي باستخدام العنف لإنهاء الحكم البريطاني في أيرلندا. في ذلك الوقت تغلغلت الجماعة في أوساط الطبقة العاملة من المهاجرين الأيرلنديين، ووفقًا لما ذكره عضو آخر في جماعة الإخوان الجمهوريين الأيرلندية، فقد انضم للجماعة «كل زميل شاب ذكي محترم» من الجالية الأيرلندية في هازلينغدين. حظي دافيت بموافقة والديه وسرعان ما انتُخب قائدًا لمحفل روسينديل المحلي الذي ضمّ خمسين عضوًا تقريبًا من جماعة الإخوان الجمهوريين الأيرلندية. في فبراير 1867، قاد دافيت خمسين فردًا من حركة فينيان في غارة فاشلة على قلعة تشيستر للحصول على أسلحة من أجل انتفاضة فينيان المخطط لها والتي نشبت في وقت لاحق من ذلك العام. علِم دافيت أن الشرطة قد سمعت بالخطة وكانت تتربص لهم، وتمكن من إخراج رجاله من الموقف دون أن يتعرضوا للاعتقال. في العام 1868، ترك دافيت شركة طباعة كوكروفت ليتفرغ للعمل في جماعة الإخوان الجمهوريين الأيرلندية، في منصب سكرتير منظم الفعاليات ووكيل أسلحة لإنجلترا واسكتلندا، متظاهرًا بأنه بائع جوّال.
على الرغم من أنه كان مطلوبًا للسلطات منذ العام 1867، فإنها لم تدرك أهميته في جماعة الإخوان الجمهوريين الأيرلندية. في العام 1869، اعترضت السلطات رسالةً كتبها دافيت إلى عضو آخر في جماعة الإخوان الجمهوريين الأيرلندية، آرثر فوريستر، يحثه فيها ألا يٌقدم على إعدام مخبرٍ مشتبه به. ولاعتقاده أن إصدارَ أمرٍ مباشر لن يُجدي نفعًا، فقد طلب دافيت من فوريستر الانتظار حتى يحصل دافيت على إذن من اثنين من أعضاء مجلس جماعة الإخوان الجمهوريين الأيرلندية. وهكذا فقد بدا وكأنه موافقٌ على القتل. بعد تحقيقات مكثفة للشرطة، ألقي القبض على دافيت في محطة مترو أنفاق بادنغتون في لندن في 14 مايو 1870، خلال انتظاره شحنة أسلحة. وعُقدت محاكمته في محكمة الجنايات المركزية أولد بيلي في يوليو، وأدين دافيت بموجب قانون جريمة الخيانة بتهمة الإتجار بالأسلحة لدعم العصيان، وحُكم عليه بالسجن لمدة خمسة عشر عامًا مع الأشغال العقابية. آمن دافيت أنه لم يحظ بمحاكمة عادلة ولا محام دفاع كفء.
سُجن دافيت في سجون ميلبانك، ودارتمور، وبورتسموث، وأُودِع لعدة أشهر في السجن الانفرادي، وتحمل الأشغال الشاقة والحصص الغذائية الرديئة التي أضرت بصحته بشكل دائم. ومع ذلك، فقد انتهك في كثير من الأحيان قواعد السجن، وكان اعتراضه الرئيسي هو معاملته مثل المجرمين بالرغم من اعتباره نفسه سجينًا سياسيًا. في العام 1872، نجح في تهريب رسالة خارج السجن نُشرت في عدة صحف، وأدت بوزير الداخلية إلى فتح تحقيق في مزاعمه. أُطلق سراح دافيت في 19 ديسمبر 1877، بعد أن أمضى في السجن سبع سنوات ونصف، بعد ضغوط من رابطة الحكم الذاتي من أجل العفو عن جميع السجناء السياسيين الأيرلنديين.
واستقبل إسحاق بوت ولجنة السجناء السياسيين الزائرة في لندن دافيت وغيره من السجناء المفرج عنهم، الذي تلقّوا «استقبال الأبطال» في أيرلندا. نشر دافيت كتابًا عن تجربته في السجن، وبدأ حملة للإفراج عن سجناء حركة فينيان المتبقين في السجن. دفعته شعبيته إلى تجربة الكتابة وإلقاء المحاضرات، وهو ما اكتشف موهبته فيه. كما عاد دافيت إلى جماعة الإخوان الجمهوريين الأيرلندية، وأصبح عضوًا في المجلس الأعلى ممثلًا عن شمال إنجلترا.